# Ralph Block
Pour les articles homonymes, voir Block.
Ralph Block, né le 21 juin 1889 à Cherokee (Iowa) et mort le 2 janvier 1974, est un producteur américain actif à partir des années 1920, devenu par la suite scénariste dans les années 1930. Il a été président de la Screen Writers Guild (en), une organisation d'auteurs d'Hollywood, de 1934 à 1935. Il a reçu un Oscar d'honneur pour son travail pour le Motion Picture & Television.

## Filmographie

### Producteur
- 1926 : The Quarterback
- 1928 : Let 'Er Go Gallegher
- 1928 : Le Clan des aigles
- 1928 : The Blue Danube
- 1928 : Skyscraper
- 1928 : The Cop
- 1928 : Man-Made Women
- 1928 : Power
- 1928 : Célébrité (Celebrity) de Tay Garnett
- 1928 : Tragédie Foraine (The Spieler) de Tay Garnett
- 1928 : Show Folks
- 1929 : High Voltage
- 1929 : Big News
- 1929 : The Racketeer
- 1929 : Rich People
- 1929 : This Thing Called Love
- 1929 : His First Command
- 1930 : Officer O'Brien (en)
- 1930 : Scotland Yard

### Scénariste
- 1930 : Le Tigre de l'Arizona (The Arizona Kid)
- 1930 : Le Loup des mers (The Sea Wolf)
- 1931 : A Holy Terror
- 1933 : Le Docteur Cornélius (Before Dawn) de Irving Pichel
- 1934 : Massacre, d'Alan Crosland
- 1934 : Dark Hazard (en)
- 1934 : Franc Jeu (Gambling Lady)
- 1934 : I Am a Thief (en)
- 1935 : The Right to Live
- 1935 : In Caliente
- 1935 : The Melody Lingers On
- 1936 : Boulder Dam (en)
- 1936 : Nobody's Fool (en)
- 1940 : La Douce Illusion (It's a Date)
- 1940 : Spy for a Day (en)
- 1945 : Patrick the Great (en)
- 1950: Voyage à Rio (Nancy Goes to Rio)

## Distinctions
- 1939 : Oscar d'honneur pour son travail pour le Motion Picture & Television Fund[1].